# Associació xinesa de futbol
L'Associació Xinesa de Futbol és l'organisme rector del futbol a la Xina. Va ser originalment fundada el 1924 i pertany a la FIFA des del 1931 i a la Confederació Asiàtica de Futbol des del 1974. La seva seu es troba a Pequín. S'encarrega de l'organització de la lliga professional xinesa (Superlliga xinesa) així com dels partits de la Selecció de futbol de la Xina en les seves diferents categories.

## Història
La federació xinesa es va fundar inicialment el 1924 i el 1931 va ingressar a la FIFA. No obstant això, va ser traslladada a Taiwan després de la Guerra civil xinesa.
El 1994 la CFA va crear el primer campionat de lliga professional, dividit en dues categories (Jia A i Jia B). El 2004 la Jia A va passar a anomenar-se Superlliga xinesa.